# 기원전 25세기
기원전 25세기는 기원전 2500년부터 기원전 2401년까지를 말한다.

## 주요 사건
- 기원전 2900년경 ~ 기원전 2334년경: 메소포타미아에서 전쟁이 계속됨
- 기원전 2500년경: 스톤헨지 환상열석의 건설이 시작되어 이후 500년간 계속됨.
- 기원전 2500년경: 말레이시아에 쌀이 도입됨
- 기원전 2500년경: 수메르의 원통 인장이 만들어짐.
- 기원전 2500년경: 지금의 페루 땅의 주민들이 생선과 조개로 끼니를 이어감.
- 기원전 2500년경 ~ 기워넌 2000년경: 모헨조다로의 인구가 2만 ~ 5만 명에 달함.
- 기원전 2498년경: 이집트 제4왕조 몰락하고 이집트 제5왕조 건설됨. 피라미드의 건설이 시작됨.
- 기원전 2450년경: 수메르 초기왕조 제3a기가 끝나고 제3b기가 시작됨
- 기원전 2410년경: 셈족의 메소포타미아 침입이 시작됨
- 기원전 2400년경 ~ 기원전 2200년경: 스톤헨지의 건설
- 유럽과 지중해 서부에 거석기념물 문화가 시작됨.
- 카프카스 지방에서 승목문 토기문화의 가장 빠른 징후가 나타남.
- 고대 이집트 양식의 토기를 쓰는 사람들이 지금의 스페인 남동부에 상륙함.
- 아모리인들이 지금의 시리아와 레바논을 점유함.

## 사망
- 기원전 2500년 - 이집트 제4왕조의 파라오 솁세스카프
- 기원전 2491년 - 이집트 제5왕조의 파라오 우세르카프
- 기원전 2477년 - 이집트 제5왕조의 파라오 사후레
- 기원전 2467년 - 이집트 제5왕조의 파라오 네페리르카레
- 기원전 2460년 - 이집트 제5왕조의 파라오 솁세스카레
- 기원전 2458년 - 이집트 제5왕조의 파라오 네페레프레
- 기원전 2422년 - 이집트 제5왕조의 파라오 니우세르레
- 기원전 2414년 - 이집트 제5왕조의 파라오 멘카우호르

## 발명, 발견, 과학사
- 스웨덴의 습원 속에서 이 시기의 스키가 발견됨

## 년대와 년도
| 기원전 2500년대 | 전2509 | 전2508 | 전2507 | 전2506 | 전2505 | 전2504 | 전2503 | 전2502 | 전2501 | 전2500 |
| 기원전 2490년대 | 전2499 | 전2498 | 전2497 | 전2496 | 전2495 | 전2494 | 전2493 | 전2492 | 전2491 | 전2490 |
| 기원전 2480년대 | 전2489 | 전2488 | 전2487 | 전2486 | 전2485 | 전2484 | 전2483 | 전2482 | 전2481 | 전2480 |
| 기원전 2470년대 | 전2479 | 전2478 | 전2477 | 전2476 | 전2475 | 전2474 | 전2473 | 전2472 | 전2471 | 전2470 |
| 기원전 2460년대 | 전2469 | 전2468 | 전2467 | 전2466 | 전2465 | 전2464 | 전2463 | 전2462 | 전2461 | 전2460 |
| 기원전 2450년대 | 전2459 | 전2458 | 전2457 | 전2456 | 전2455 | 전2454 | 전2453 | 전2452 | 전2451 | 전2450 |
| 기원전 2440년대 | 전2449 | 전2448 | 전2447 | 전2446 | 전2445 | 전2444 | 전2443 | 전2442 | 전2441 | 전2440 |
| 기원전 2430년대 | 전2439 | 전2438 | 전2437 | 전2436 | 전2435 | 전2434 | 전2433 | 전2432 | 전2431 | 전2430 |
| 기원전 2420년대 | 전2429 | 전2428 | 전2427 | 전2426 | 전2425 | 전2424 | 전2423 | 전2422 | 전2421 | 전2420 |
| 기원전 2410년대 | 전2419 | 전2418 | 전2417 | 전2416 | 전2415 | 전2414 | 전2413 | 전2412 | 전2411 | 전2410 |
| 기원전 2400년대 | 전2409 | 전2408 | 전2407 | 전2406 | 전2405 | 전2404 | 전2403 | 전2402 | 전2401 | 전2400 |
| 기원전 2390년대 | 전2399 | 전2398 | 전2397 | 전2396 | 전2395 | 전2394 | 전2393 | 전2392 | 전2391 | 전2390 |